# CyberGhost VPN
CyberGhost VPN est un service Internet d'anonymisation, créé par CyberGhost SA à Bucarest, en Roumanie. Depuis 2017 il appartient à Kape Technologies, propriété du milliardaire israëlien Teddy Sagi.

## Histoire
CyberGhost VPN est créé en 2004 sous l’entreprise du même nom « CyberGhost SA », basée en Roumanie.
D’abord gratuit, le service s’est vite adapté au marché grandissant des VPN en adoptant un modèle de souscription mensuelle puis annuelle.
En 2017, le groupe est racheté par la société Crossrider (devenu Kape Technologies en 2018,).

## Fonctionnalité

### Anonymisation
CyberGhost VPN masque l’adresse IP de l’utilisateur et déplace sa connexion Internet vers l’un de ses nombreux serveurs disséminés aux quatre coins du monde.

## Logiciel
CyberGhost VPN fonctionne sous MacOS, iOS, Windows, Android, Linux, iPadOS, Fire TV ou Apple TV.

## Accueil

### Utilisation
En 2024, il est utilisé par 40 millions d’utilisateurs dans le monde.

### Critiques
L'entreprise mère de CyberGhost VPN, Crossrider, est connue pour avoir effectué de la distribution d'adware et de malware dans le passé,,. Cependant, depuis son renommage de "Crossrider" à "Kape Technologies" l'entreprise ne semble plus effectuer de telles pratiques.
De plus, la société mère possède plusieurs sites d'avis, comme vpnmentor. Ces sites d'avis favorisent les VPN de la société mère, comme ExpressVPN et cyberGhost VPN, ce qui remet en question leur impartialité .